# Röhrenaale

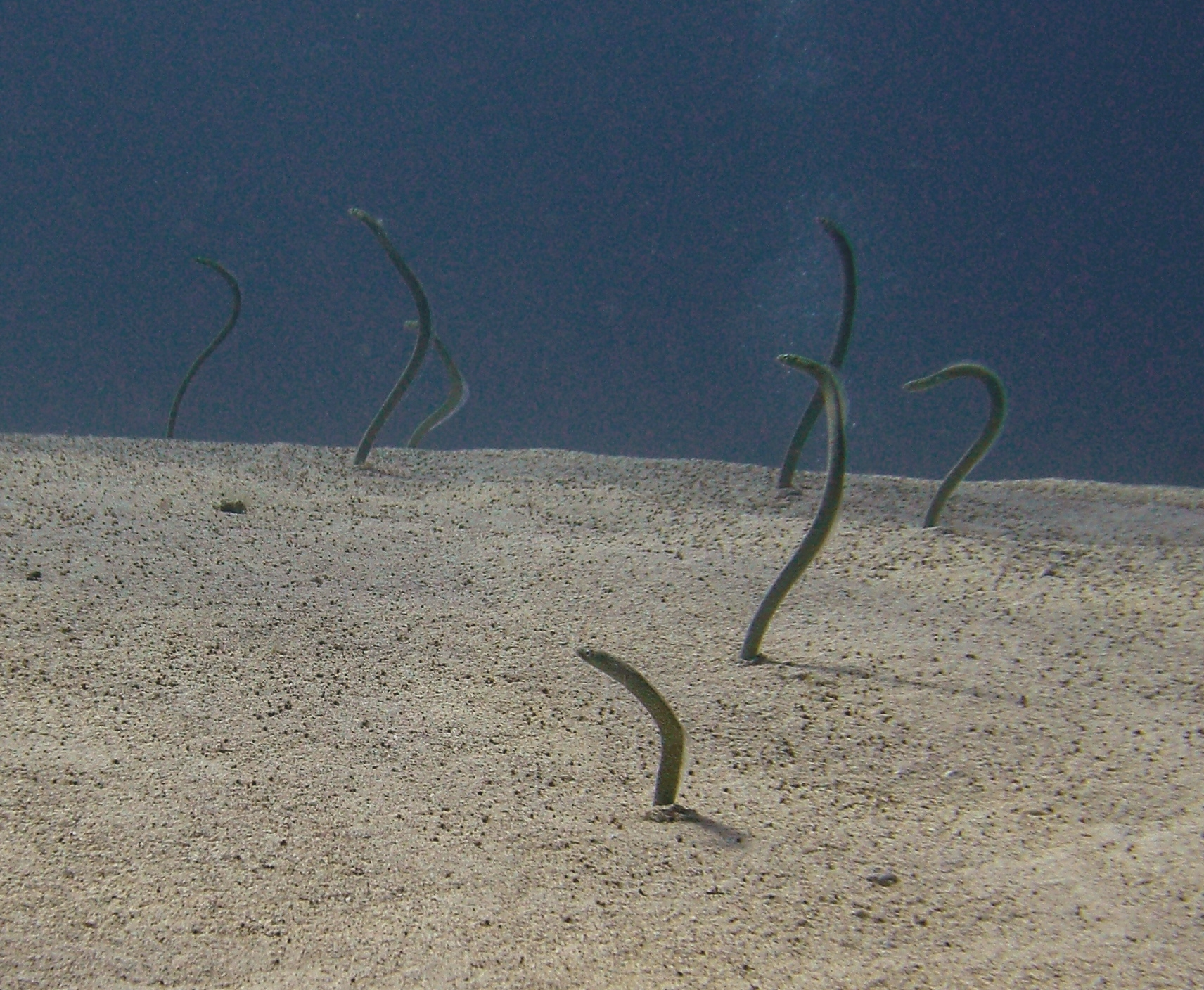
Eine Gruppe von Röhrenaalen in Dahab, Ägypten

Die Röhrenaale (Heterocongrinae) sind eine Unterfamilie der Meeraale (Congridae), die zwei Gattungen und 39 bekannte Arten umfasst (Stand: 2022). Die Tiere der beiden Gattungen, Gorgasia (16 Arten) und Heteroconger (23 Arten), werden anhand ihrer Maulform unterschieden.
Möglicherweise gibt es weitere Arten von Röhrenaalen, erst 2018 und 2020 wurden zwei weitere Spezies der Gattung Heteroconger entdeckt; Heteroconger fugax und Heteroconger guttatus.

## Verbreitung
Röhrenaale leben in strömungsreichen, tropischen Flachwasserregionen von Atlantik, Pazifik, Indischem Ozean und des Roten Meeres, in Tiefen von 10 bis 30 Metern.

## Lebensweise
Die kleinen Fische leben in Kolonien von wenigen bis zu tausenden von Tieren auf sandigem Bodengrund in Röhren, die sie mit ihrem harten, spitzen Grabschwanz selbst graben. Am Schwanzende befindet sich auch eine Drüse, die große Mengen eines Sekretes absondern kann, das die Röhrenwände verfestigt und das Nachrieseln des Sandes verhindert. Sie bleiben mit ihren Hinterleibern ständig in den Röhren, der Vorderkörper pendelt im Wasser, wobei Zooplankton gefangen wird. Sobald Gefahr durch Fressfeinde droht, verschwindet die ganze Kolonie schon bei großer Entfernung in den Bodengrund.
Röhrenaale sind die einzigen halbsessilen Wirbeltiere, deren Lebensweise an die von sessilen Tieren erinnert, da sie die Fähigkeit, ihren Aufenthaltsort zu wechseln, fast völlig verloren haben.

## Vermehrung
Vor der Paarung drohen sich die benachbarten Männchen, weiterhin in den Röhren steckend, mit weit aufgerissenen Mäulern. Die Paarung selbst wird in der Literatur unterschiedlich beschrieben. Nach Patzner und Moosleitner verlassen die Männchen die Röhren und kommen zu den Weibchen. Eichler und Myers hingegen schreiben, dass die Röhre nie verlassen wird und sich nur benachbarte Tiere durch den Sand aufeinander zubewegen, die Hinterleiber aber stets in der eigenen Röhre bleiben.
Jedenfalls umschlingen die Männchen die Weibchen, so dass die Geschlechtsöffnungen eng zusammenliegen. In dieser Position werden die großen Eier abgegeben. Larven und Jungfische sind ebenso unbekannt wie die Entstehung einer Kolonie.
Röhrenaale werden auch in öffentlichen und privaten Aquarien gehalten.

## Gattungen und Arten
- Gorgasia Meek & Hildebrand, 1923[4]

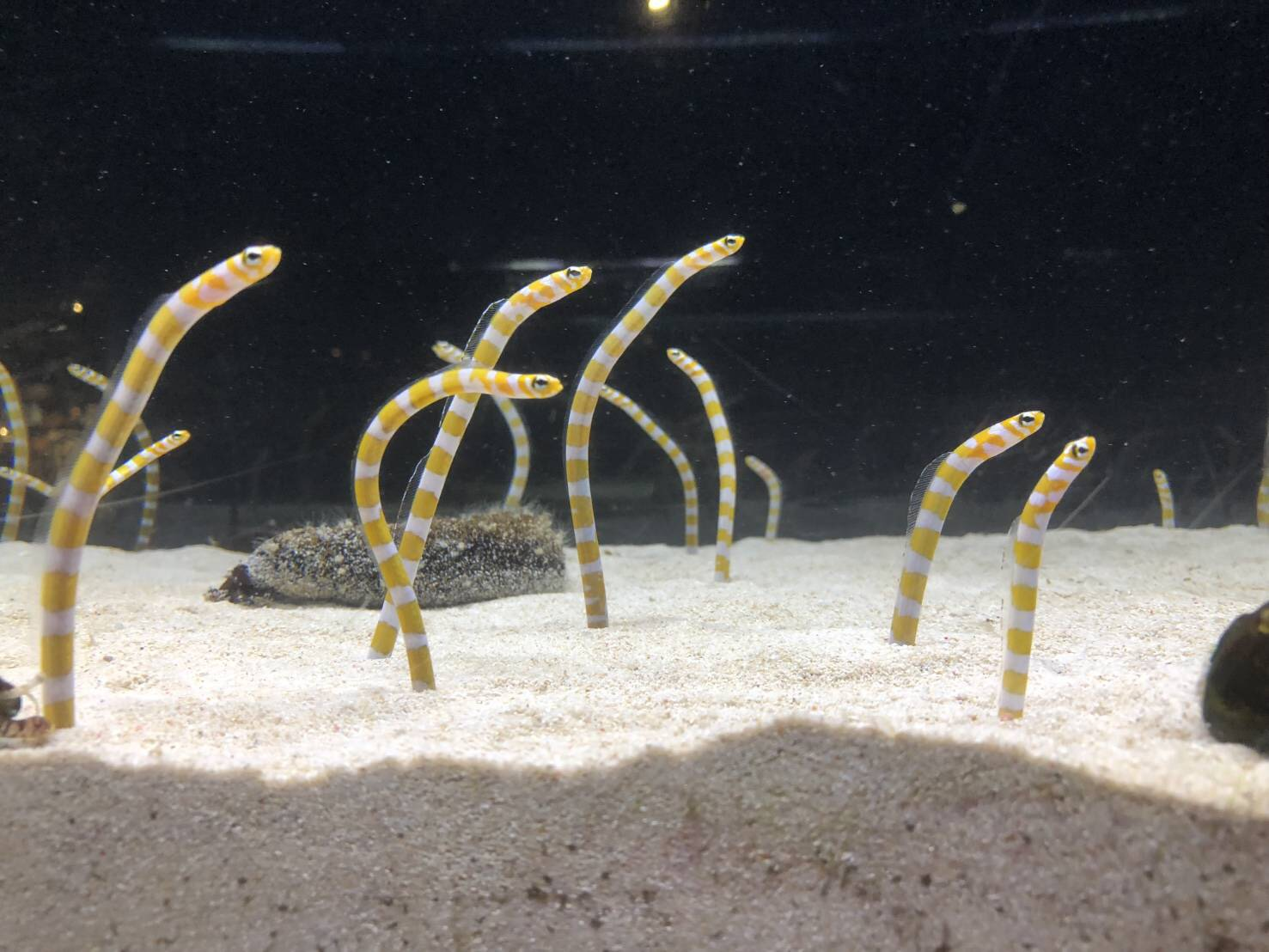
Pracht-Röhrenaale im Aquarium
(Gorgasia preclara)

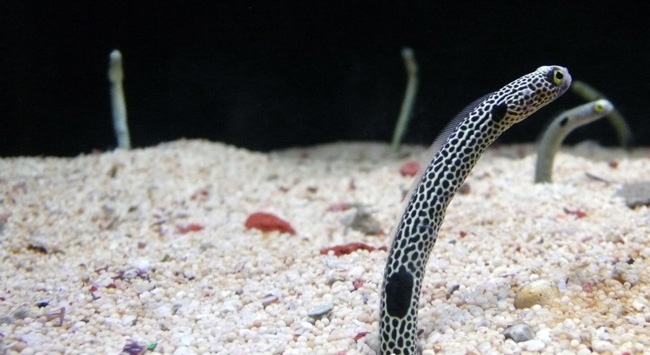
Ohrfleck-Röhrenaale
(Heteroconger hassi)

  - Gorgasia barnesi Robison & Lancraft, 1984 
  - Gorgasia cotroneii D’Ancona, 1928 
  - Gorgasia galzini Castle & Randall, 1999 
  - Gorgasia hawaiiensis Randall & Chess, 1980 
  - Gorgasia inferomaculata Blache, 1977 
  - Gorgasia japonica Abe, Miki & Asai, 1977 
  - Gorgasia klausewitzi Quéro & Saldanha, 1995 
  - Perlen-Röhrenaal (Gorgasia maculata) Klausewitz & Eibl-Eibesfeldt, 1959 
  - Gorgasia naeocepaea Böhlke, 1951 
  - Gorgasia naeocepaeus Böhlke, 1951 
  - Gorgasia obtusa Garman, 1899 
  - Pracht-Röhrenaal (Gorgasia preclara) Böhlke & Randall, 1981 
  - Gorgasia punctata Meek & Hildebrand, 1923 
  - Rotmeer-Röhrenaal (Gorgasia sillneri) Klausewitz, 1962 
  - Gorgasia taiwanensis Shao, 1990 
  - Gorgasia thamani Greenfield & Niesz, 2004

- Heteroconger Bleeker, 1868[1]

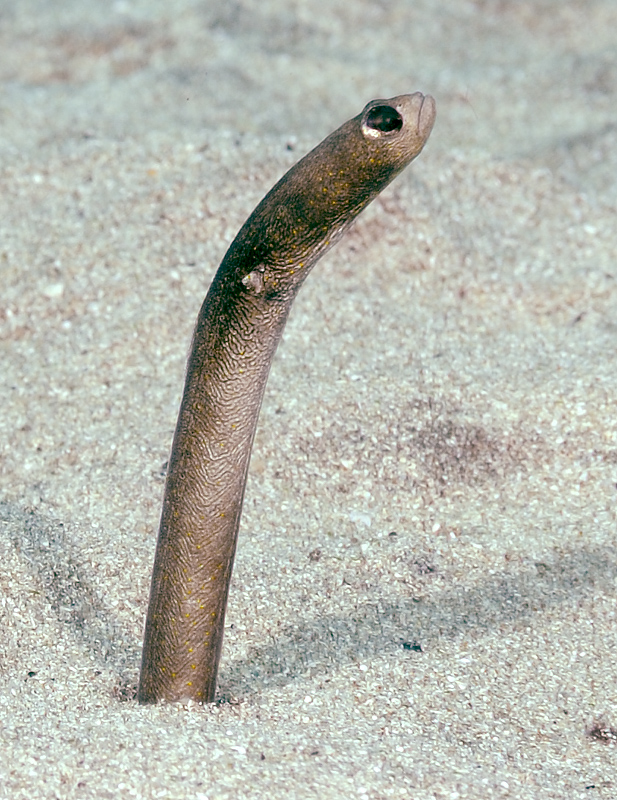
Brauner Röhrenaal
(Heteroconger longissimus)

  - Heteroconger balteatus Castle & Randall, 1999
  - Heteroconger camelopardalis Lubbock, 1980
  - Heteroconger canabus Cowan & Rosenblatt, 1974
  - Heteroconger chapmani Herre, 1923
  - Heteroconger cobra Böhlke & Randall, 1981
  - Heteroconger congroides D’Ancona, 1928
  - Heteroconger digueti Pellegrin, 1923
  - Heteroconger enigmaticus Castle & Randall, 1999
  - Heteroconger fugax Koeda, Fujii & Motomura, 2018
  - Heteroconger guttatus Allen, Erdmann & Mongdong, 2020
  - Ohrfleck-Röhrenaal (Heteroconger hassi) Klausewitz & Eibl-Eibesfeldt, 1959
  - Heteroconger klausewitzi Eibl-Eibesfeldt & Köster, 1983
  - Heteroconger lentiginosus Böhlke & Randall, 1981
  - Brauner Röhrenaal (Heteroconger longissimus) Günther, 1870
  - Heteroconger luteolus Smith, 1989
  - Heteroconger mercyae Allen & Erdmann, 2009
  - Heteroconger obscurus Klausewitz & Eibl-Eibesfeldt, 1959
  - Heteroconger pellegrini Castle, 1999
  - Schwarzer Röhrenaal (Heteroconger perissodon) Böhlke & Randall, 1981
  - Gestreifter Röhrenaal (Heteroconger polyzona) Bleeker, 1868
  - Taylors Röhrenaal (Heteroconger taylori) Castle & Randall, 1995
  - Heteroconger tomberua Castle & Randall, 1999
  - Heteroconger tricia Castle & Randall, 1999